# ジョン・クリーズ (小惑星)
ジョン・クリーズ（9618 Johncleese）は、小惑星帯に位置する小惑星。1993年3月17日にヨーロッパ南天天文台のウプサラ-ヨーロッパ南天天文台小惑星、彗星調査プログラム（UESAC）により発見された。
名称はイギリスのコメディグループモンティ・パイソンのジョン・クリーズに由来する。他のメンバーも同様に小惑星名として採用されており、9617から9622までの一連の小惑星番号に付されている。加えて、モンティ・パイソンも小惑星の名称となっている。
- (9617) グレアム・チャップマン
- (9619) テリー・ギリアム
- (9620) エリック・アイドル
- (9621) マイケル・ペイリン
- (9622) テリー・ジョーンズ
- (13681) モンティ・パイソン